# Slaget vid Trafalgar
Slaget vid Trafalgar var ett sjöslag mellan den brittiska flottan och en förbunden fransk-spansk flotta den 21 oktober 1805 och räknas som det viktigaste sjöslaget under Napoleonkrigen. Den 27 skepp stora brittiska flottan besegrade den sammanslagna spansk-franska flottan bestående av 33 skepp väster om Kap Trafalgar i sydvästra Spanien. Den fransk-spanska flottan miste 22 fartyg medan den brittiska flottan under ledning av viceamiral Lord Nelson inte miste ett enda. Lord Nelson stupade sent under slaget men hade då redan försäkrat sig om platsen som den brittiska flottans största hjälte.
Slaget var en del av det tredje koalitionskriget och ett av de mest avgörande slagen under 1800-talet. Den brittiska segern bekräftade den brittiska flottans överlägsenhet som hade byggts upp under 1700-talet. Slaget vid Trafalgar var det sista stora slaget mellan enbart segelfartyg.

## Bakgrund
Napoleon I planerade en invasion av England. Sommaren 1805 hade kejsaren samlat la Grande Armée vid Boulogne; planen var att snabbt frakta över 160 000 soldater till England och erövra det militärt underlägsna landet. Hären stod klar, landstignings- och fraktfartyg hade byggts och det enda som saknades var en skyddande fransk flotta. Den hade trängts in i hamnstaden Cádiz av delar av den brittiska flottan under Lord Nelson. Spanien, som hade gått med i kriget på Frankrikes sida, skulle hjälpa till då amiral Villeneuve hade fått order av Napoleon att lägga ut. Planen var att försöka locka den brittiska flottan till Västindien för att sedan skynda sig tillbaka och frakta trupperna över kanalen innan Nelson hann efter. I juli 1805 lyckades dock Storbritannien förmå Österrike och Ryssland att förklara Frankrike krig, vilket ledde till att La Grande Armée tvangs ta hand om dem först. Napoleon hastade i ilfart genom Europa, samtidigt som han gav Pierre-Charles de Villeneuve order om att lägga ut, men amiralen tvekade. Napoleon gav då order om att Villeneuve skulle avsättas vilket ledde till att han till slut valde att lägga ut, den 20 oktober 1805.

## Nelsons anfallsplan

Amiral Nelsons berömda flaggsignal som inledde anfallet. Den lyder "England expects that every man will do his duty" skrivet med Pophams "Telegraphic Signals of Marine Vocabulary".

Den rådande taktiken för sjöslag under denna tid var att de två sidorna seglade mot varandra på två led (slaglinje) och sköt mot varandra med fartygskanonerna. Nelsons plan var att segla rakt mot fiendens linje och skära av den och samtidigt beskjuta de franska fartygens förskepp och akterspeglar som var sårbara och som hade få kanoner. De franska främre fartygen skulle inte kunna se flaggskeppets signaler (om fiendelinjen skars av framför detta) och skulle behöva mycket tid att vända tillbaka för att ta del i striden. För detta ovanliga upplägg talade att de fransk-spanska fartygsartilleristerna var illa tränade, sannolikt delvis folk från hären, i kombination med en kraftig dyning vilket försvårade eldgivning med precision. Nelson räknade med att den fransk-spanska träffsäkerheten skulle vara dålig under den riskfyllda tid då de brittiska fartygen skulle komma att beskjutas förifrån utan att kunna besvara elden. Vid sedvanlig strid hade fienden bättre kunnat utnyttja sin numerära övermakt och också lättare kunnat segla iväg utan något avgörande.
Nelsons taktik var inte helt ny utan byggde på taktik använd av Rodney i slaget i Sainte's Passage 1783, samt 1797 av Adam Duncan i slaget vid Camperdown och John Jervis i slaget vid Kap St. Vincent. Planerna gicks igenom ombord på HMS Victory där Nelson höll två middagar för sina kaptener.

## Slaget

Läget klockan 12:00.

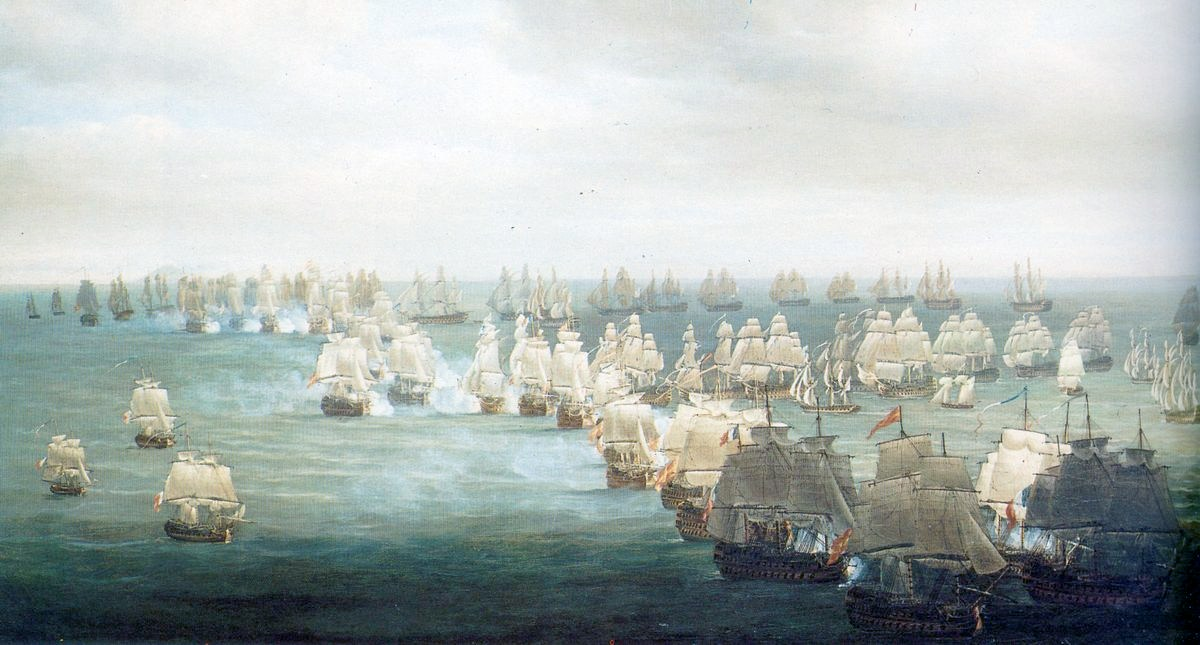
Läget klockan 13:00.

Den 21 oktober 1805 överraskades Villeneuve av den brittiska flottan som anföll den fransk-spanska linjen med två pilformade anfallsskvadroner vilka bröt de allierade formationerna. Denna formation blev senare känd som The Nelson Touch ('Nelson-känslan'). Då stridssignalen gick, runt klockan 11:45 hissade Nelson den berömda signalen: England expects that every man will do his duty ('England förväntar sig att var man gör sin plikt'). Den brittiska flottan närmade sig samtidigt den fransk-spanska, som låg i en oordnad linje i riktning mot nord samtidigt som de två brittiska kolumnerna kom från väst i en nästan rät vinkel. Den norra brittiska kolumnen på lovartsidan (med Nelson som befälhavare) med 104-kanoners skeppet Victory som flaggskepp. Den andra, södra, kolumnen med 100-kanonerskeppet HMS Royal Sovereign som flaggskepp leddes av Cuthbert Collingwood låg på läsidan. Nelson fintade den franska-spanska flottan - först angrep han en annan punkt än där huvudanfallet skulle ske. Collingwood ändrade sin flottas väg så att han skulle förenas med Nelsons.
Strax innan anfallet sade Collingwood till sina mannar Now, gentlemen, let us do something today which the world may talk of hereafter (i stora drag Nu, mina herrar, låt oss göra något idag som världen kan tala om hädanefter). Eftersom vindarna var väldigt svaga under hela slaget, rörde sig båda flottorna ytterst sakta. Dessutom var den brittiska flottan under beskjutning ifrån fiendeskepp under nästan en timme, innan de själva fick skottläge. Vid middagstid gav Villeneuve ordern att anfalla fienden. Skeppet Fougueux sköt på Royal Sovereign som seglade fortare än övriga brittiska skepp. Innan hon stötte in i fiendelinjerna började Fougueux, Indomptable, San Justo och San Leandro skjuta på henne, innan hon kom i strid med 112-kanoners skeppet Santa Anna. Royal Soveregin sköt en förödande bredsida på Santa Anna varpå hon gav upp. 

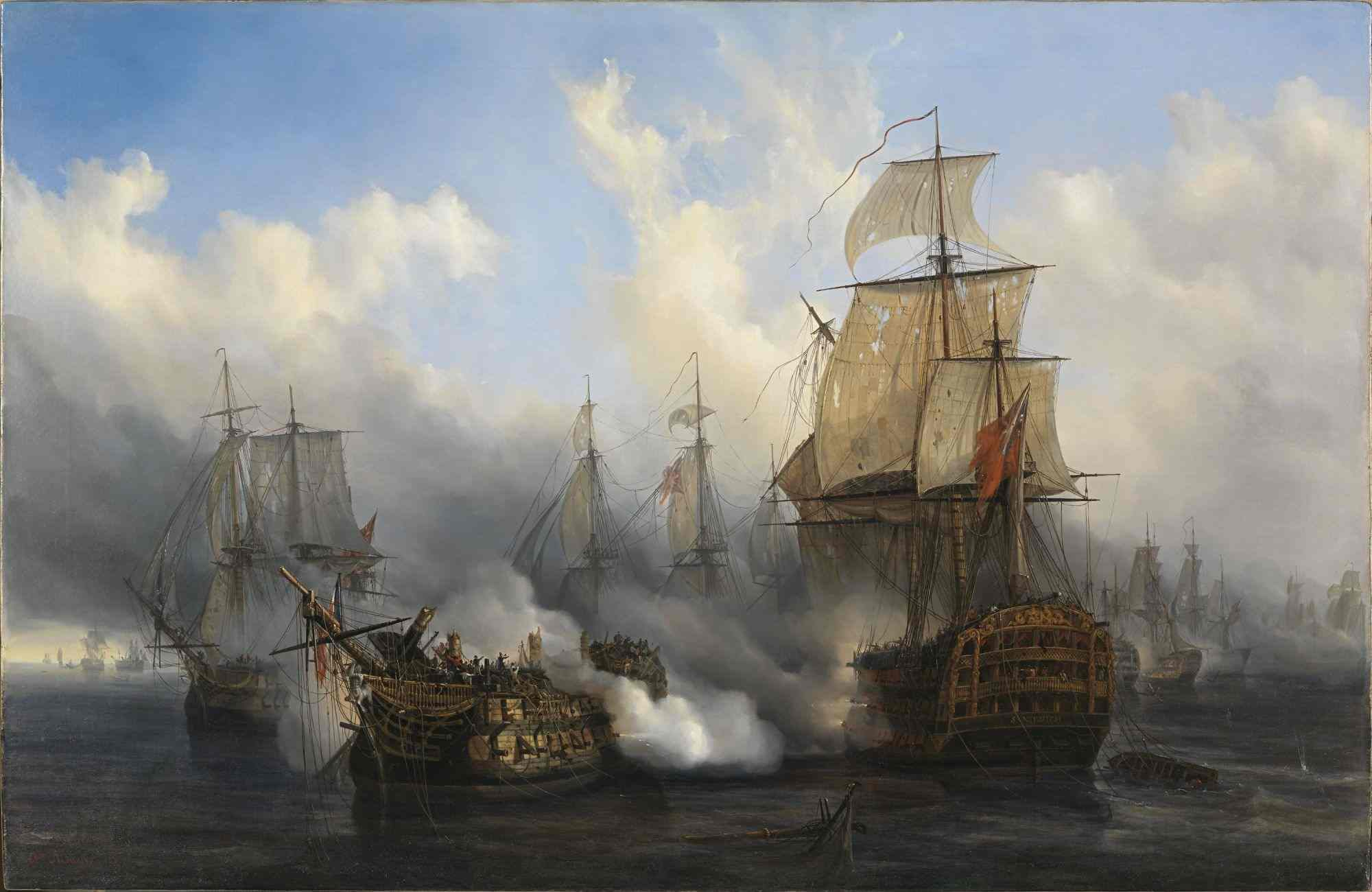
Temeraire skjuter på Bucentaure.

Ett annat skepp ur den brittiska medvindskolumnen, Belleisle, anfölls av Aigle, Achille, Neptune och Fougueux. Då Belleisles mast gick av var hon till stor del omöjlig att navigera och strida med. Efter runt 45 minuter räddades hon av några brittiska skepp. Under 40 minuter var Victory under anfall av Héros, Santísima Trinidad, Redoutable och Neptune. Trots att många kanonkulor bommade sitt huvudmål, stupade många besättningsmän ur Victory. Klockan 12:45 bröt Victory igenom de franska linjerna samt anföll Bucentaure och Redoutable. Hon sköt en förödande bredsida på Bucentaure. Villeneuve trodde att Redoutable skulle bordas, men istället fick han med Temeraire, Conqueror och Neptune att göra. Soldater från Redoutable sköt med musköter på Victory. En skarpskytt träffade Nelson i höger axel varvid kulan trängde in i lungan och kom att vila vid ryggslutet, varpå Nelson bars ned under däck. Victory upphörde att skjuta. Redoutable skulle börja borda Victory men Temeraire kom till undsättning och började skjuta våldsamt på Redoutable med lätta pjäser. Klockan 13:55 gav kapten Lucas på Redoutable upp. Då hade 487 av 643 besättningsmän stupat eller sårats. Efter tre timmar gav även det spanska 136-kanonerskeppet Santísima Trinidad upp. Kort därefter, medveten om att segern var i hans hand, avled Nelson runt klockan 16:30 - tre timmar efter att ha skjutits.

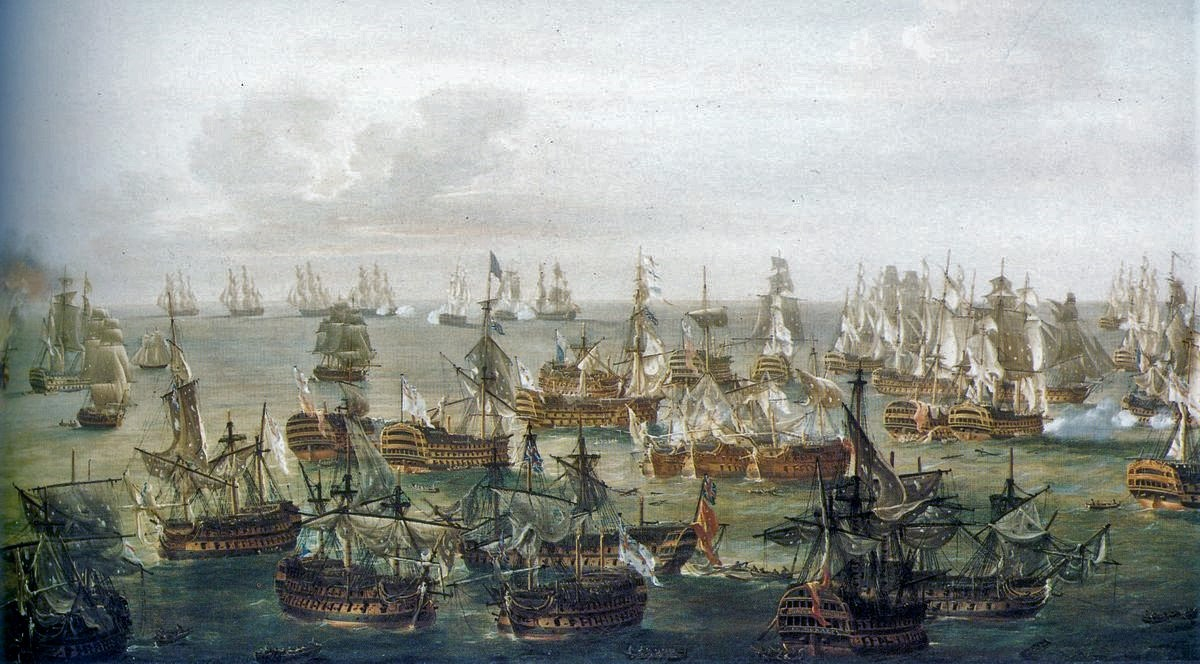
Läget klockan 17:00.

Då fler skepp ur den brittiska flottan anslöt till striderna gav fler fransk-spanska skepp upp. Snart flydde hela den fransk-spanska flottan. Britterna erövrade tjugotvå skepp och miste inte ett enda. De tagna franska skeppen var: Aigle, Algésiras, Berwick, Bucentaure, Fougueux, Intrépide, Redoutable och Swiftsure. De spanska skeppen som togs var: Argonauta, Bahama, Monarca, Neptuno, San Agustín, San Ildefonso, San Juan Nepomuceno, Santísima Trinidad och Santa Ana. Av dessa sjönk senare Redoutable. Santísima Trinidad och Argonauta borrades i sank, Achille sprang i luften, Intrépide och San Augustín brann och Aigle, Berwick, Fougueux och Monarca blev skeppsbrutna i en svår storm efteråt.

## Följder

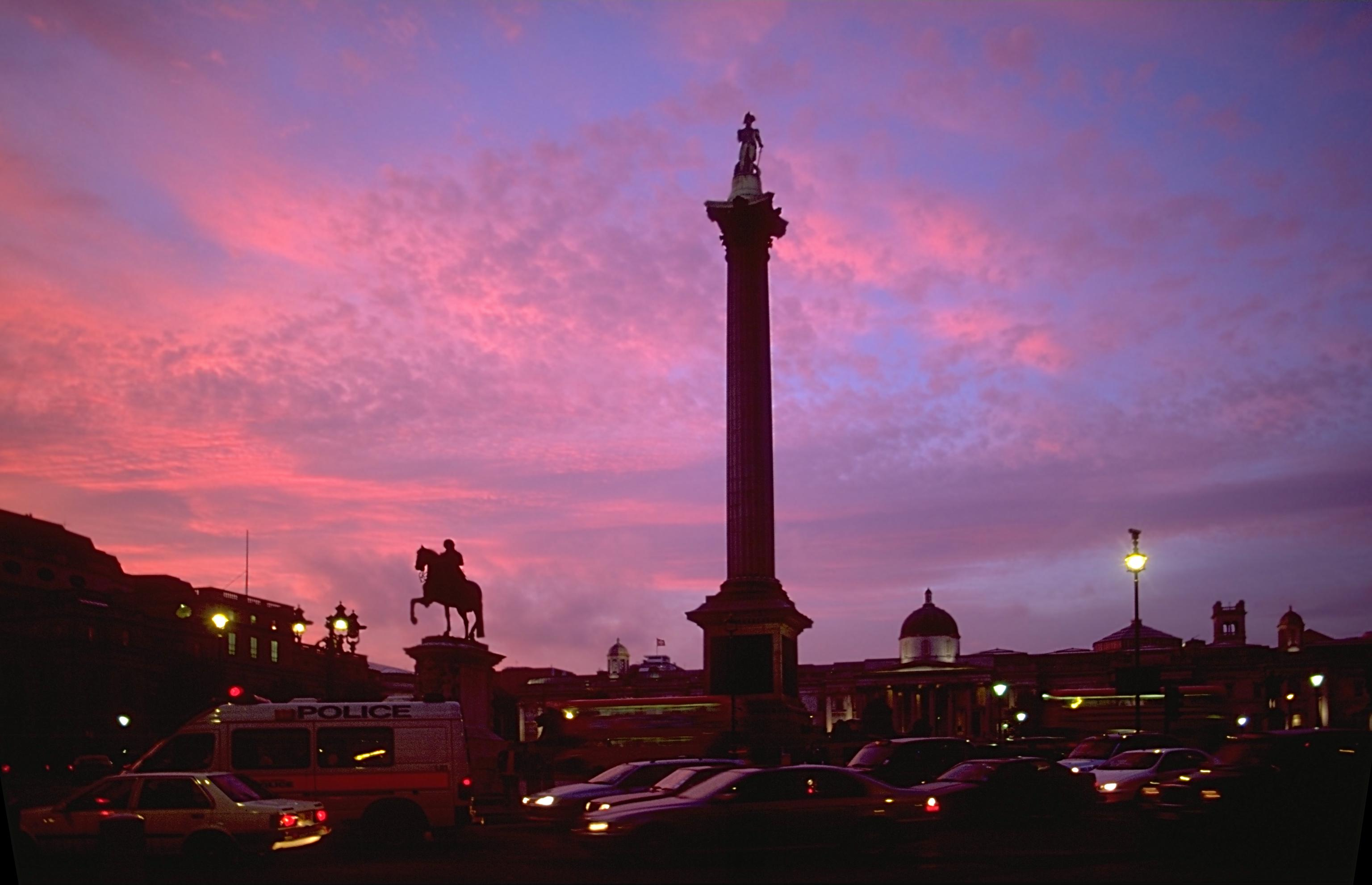
Trafalgar Square i London med "Nelson's Column".

William Turners Slaget vid Trafalgar 21 oktober 1805.

Segern gav Storbritannien fullkomligt sjöherravälde under de efterföljande hundra åren och Napoleon tvangs ge upp sina invasionsplaner, trots segrarna vid Austerlitz, Jena och Friedland som knäckte koalitionen. Horatio Nelson står staty på en hög pelare på Trafalgar Square i London som är namngivet efter den brittiska segern vid slaget vid Trafalgar och som är ett minnesmärke över detsamma.
Pierre de Villeneuve, som vistades i fri fångenskap i den engelska staden Sonning efter Trafalgar, släpptes efter ett år tillbaka till Frankrike i utbyte mot ett flertal engelska befäl. Kort efter Villeneuves ankomst till Frankrike hittades han död på ett hotellrum med upp till sex knivhugg i bröstet. Den officiella förklaringen var självmord, då man även hittat ett avskedsbrev som Villeneuve skrivit till sin fru. Dock har det frodats flera förklaringar till hans död. Många hävdar fortfarande att Villeneuve blev mördad på order av Napoleon. Förklaringen var att Napoleon lade förlusten vid Trafalgar på Villeneuves axlar, och utsåg honom till officiell syndabock.